# Reon Dale Moore
Reon Dale Moore (Sangre Grande, 22 de setembro de 1996),mais conhecido como Reon Moore,é um futebolista trinitário que atua como Atacante.Atualmente atua no Pacific e na Seleção de Trinidade e Tobago.

## Carreira em Clube
Reon Moore depois de atua no futebol trinitário de 2014–2022,O atacante da Seleção de Trinidade e Tobago,Reon Moore se juntou ao Municipal em 2022.Em 2023,Moore Voltou a atua no futebol trinitário e assinado novamente com o Defence Force ,no dia 1 de março de 2024 Reon Moore assinou seu contrato com o Pacific atuando pela segunda vez fora de Trinidade e Tobago e pela primeira vez na Canadian Premier League 2024 Moore tem seu contrato como o Pacific até 2026 com liderança de atacante

## Seleção Nacional
Reon Moore estreia pela Seleção de Trinidade e Tobago em um amistoso não oficial contra 
Seleção de Guadalupe no dia 23 de março de 2018,a sua partida oficial pela seleção foi contra o Seleção do Panamá  no dia 17 de Abril de 2018 voltando a atua na seleção em 2021. Desde então, ele jogou por seu país em competições como a Copa Ouro de 2021 e 2023 e as iterações de 2022-2023 e 2023-2024 da Liga das Nações da Concacaf. Moore marcou três gols e deu uma assistência em cinco jogos da Liga das Nações de 2023-2024 no ano passado, incluindo o gol de empate em uma virada dos Estados Unidos em novembro. Moore jogou contra o Canadá em uma série de play-in de uma partida para se classificar para a Copa América de 2024 em 23 de março de 2024 em Fresco, Texas.

## Títulos

### Defence Force
- TT Pro League: 2019-20 2023
- TTPFL Knockout Cup: 2023 [6]